# Pomaderris forrestiana
Pomaderris forrestiana är en brakvedsväxtart som beskrevs av F. Müll.. Pomaderris forrestiana ingår i släktet Pomaderris och familjen brakvedsväxter. Inga underarter finns listade i Catalogue of Life.